# Blå Jungfrun
A Blå Jungfrun (kiejtése „bló jungfrun”, magyarul „a kék szűz”) nevű svédországi sziklasziget a Kalmarsund szorosban, Öland szigetéhez közel terül el. A szigethez a középkor óta népi legendák fűződnek.
A szigetet 1925-ben Torsten Kreuger svéd iparmágnás vásárolta meg, majd a svéd államnak ajándékozta. 1926-ban nemzeti parkot alakítottak ki rajta, mit 1988-ban kibővítettek. A nemzeti park területe 198 hektár, ebből 132 hektár vízfelület.

## Nevének eredete

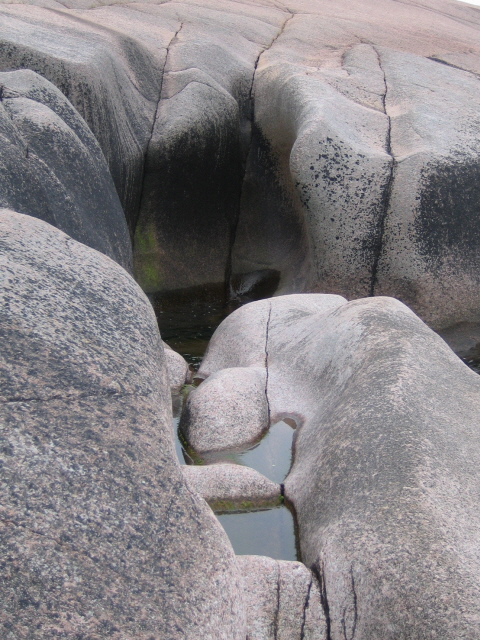
Gleccsertál

A sziget neve első említésekor a forrásokban, az 1400-as évek elején, Blaakulla, azaz kék asszony vagy kék nő volt. 1507-től párhuzamosan Jonffrwn (A szűz) néven is előfordult. A sziget eredeti nevének említése a néphit szerint balszerencsét hozott, mivel a hajósok körében elterjedt, hogy a szigetet boszorkányok lakják, ezért a második név vált általánossá. A két név egybeolvadásából keletkezett a sziget mai neve.

## Geológia

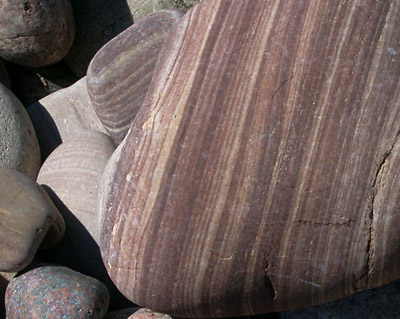
A jég által lecsiszolt homokkő

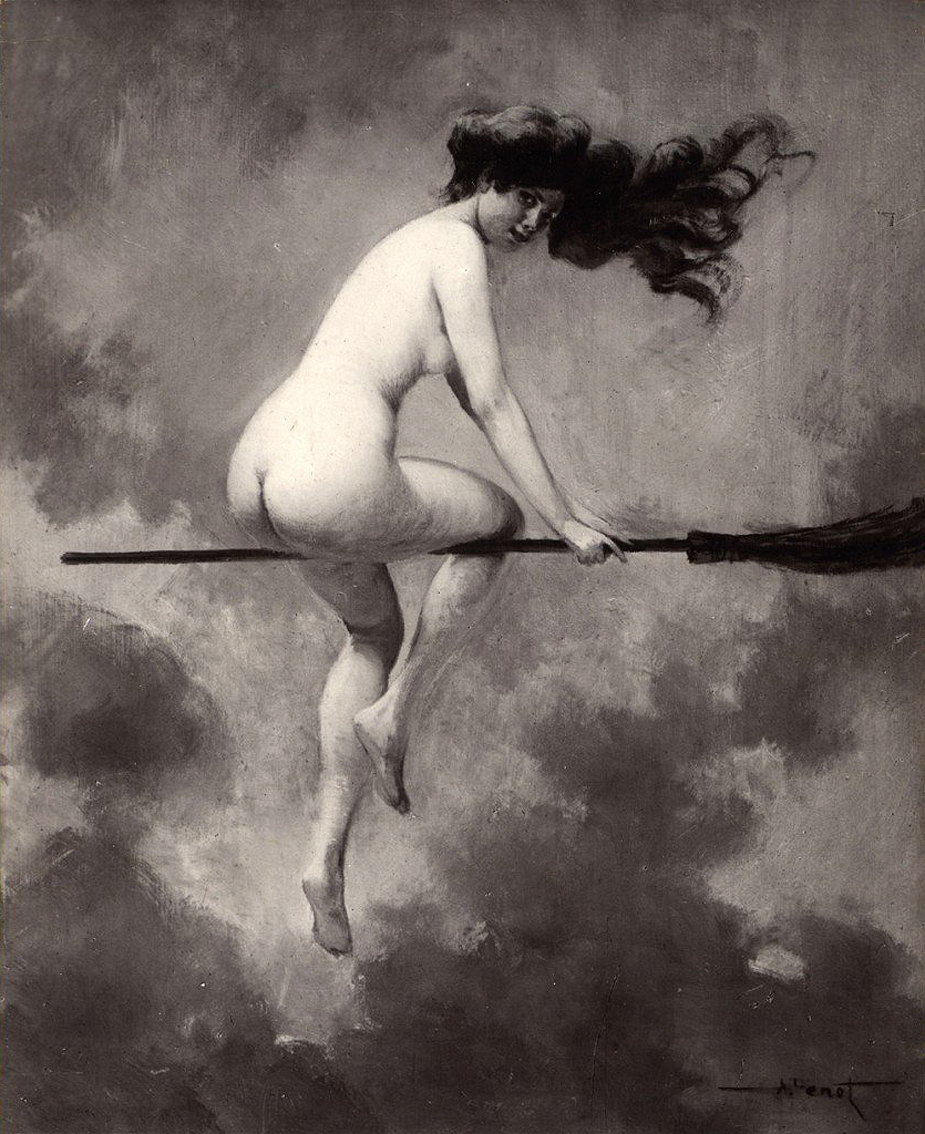
Seprűnyélen lovagló boszorkány. Albert Joseph Pénot festménye, 1910.

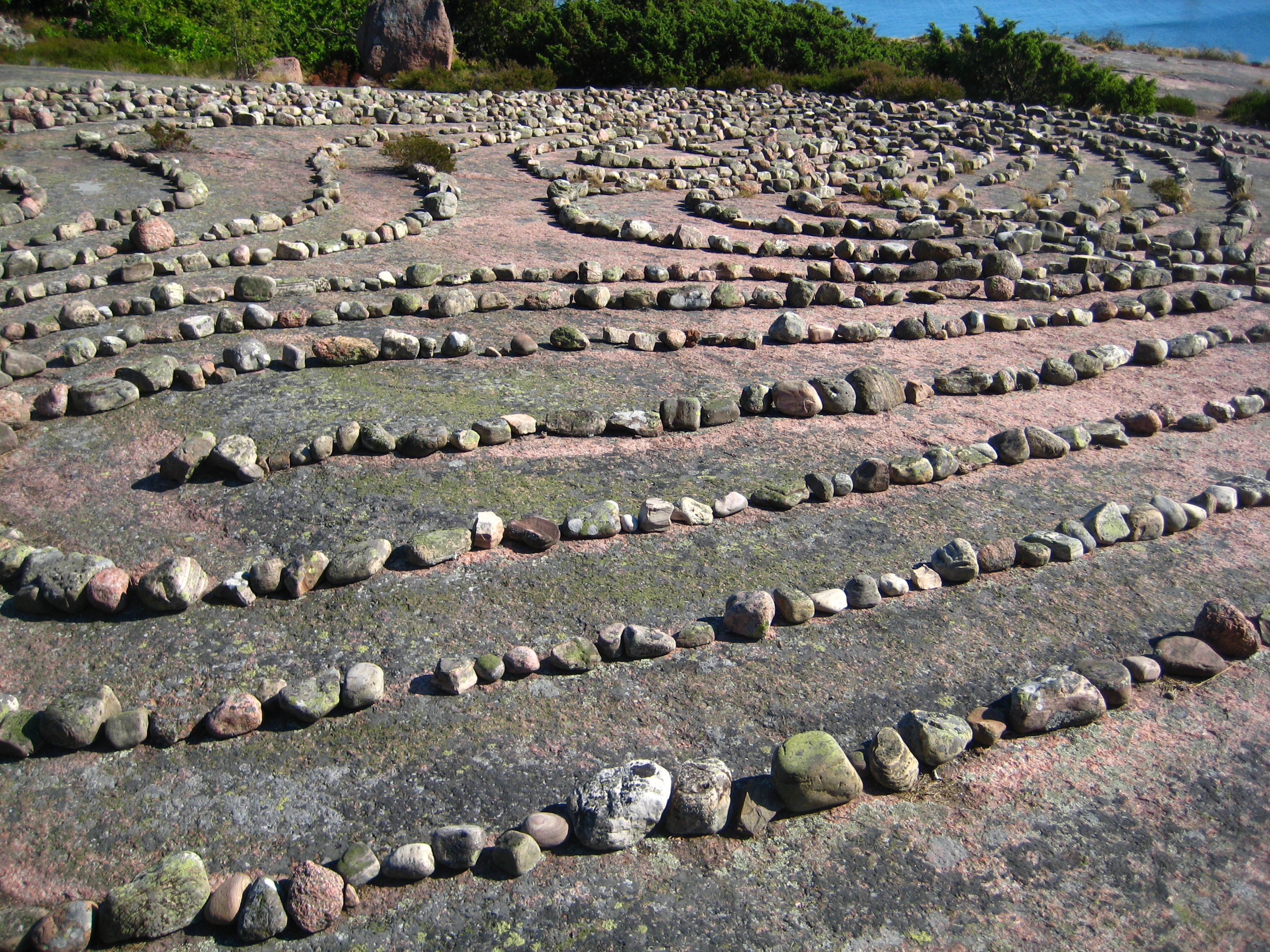
A kőlabirintus

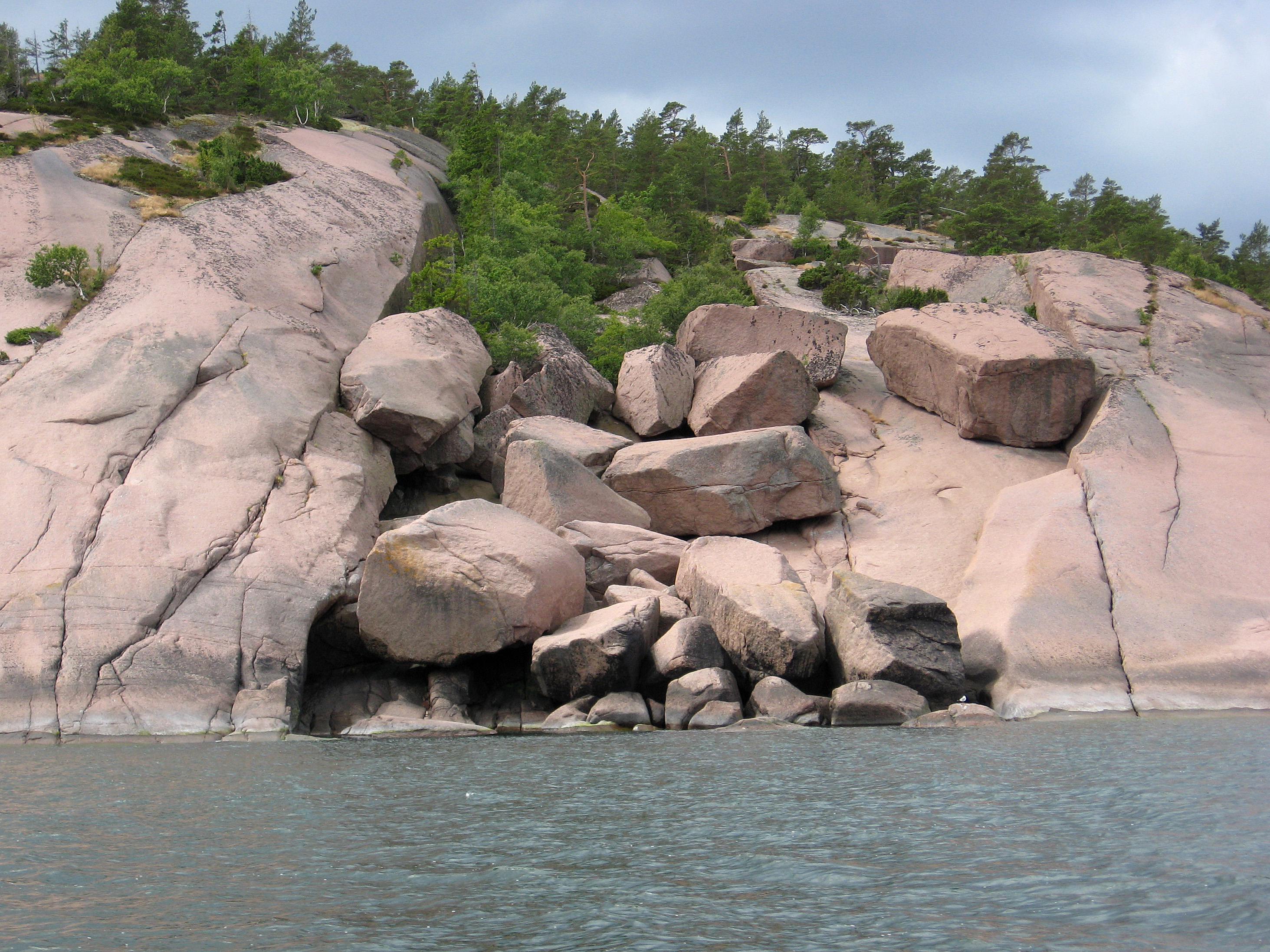
A jégkorszakban feltört kövek a sziget partján

A Blå Jungfrun kúpalakú sziget, környezetéből messze kiemelkedik, csúcsa 86,5 méterre van a tenger színe fölött és 130 méter magas a tengerfenéktől számítva.
A sziget vörös gránitból épült fel, ezzel markánsan különbözik a közeli Ölandtól, ahol a mészkő dominál. A nagyszemcsés helyi rapakivi gránit főleg plagioklászokból, kvarcból áll, itteni sajátos összetétele miatt önálló nevet is kapott a svéd geológusoktól (jungfrugránit).  A kőzet korát radiometrikus kormeghatározás eredményeképpen 1386 millió évben határozták meg. A viszonylag lapos környezetből kiemelkedő Blå Jungfrun tanúhegy, aminek a más anyagokból, főleg homokkőből álló környezete a jégkorszakban lemaródott, csak a sziget 
délnyugati oldalán maradt fenn belőlük sok simára csiszolt darab. Ezzel a sziget némiképp hasonlatossá vált például az ausztráliai  Ayers Rockhoz. A szigeten a gleccserek tevékenysége nyomán több látványos gleccsertál is kialakult.
1904-ben a sziget akkori tulajdonosa kőbánya nyitására adott engedélyt egy vállalkozásnak. A különleges követ főleg díszítési célokra exportálták. A kőfejtés nagy károkat okozott a sziget természeti értékeiben, például több különleges gleccsertálat is felrobbantottak. A közfelháborodás hatására 1914-ben javasolták a sziget állami tulajdonba vételét, de a parlament ezt végül elvetette. A küzdelem azonban folytatódott, és végül társadalmi nyomásra reagálva Torsten Kreuger nagyvállalkozó megvásárolta a szigetet és az államnak ajándékozta. Így válhatott a sziget 1926-ban Svédország sorrendben 12. nemzeti parkjává.

## Élővilág
A Blå Jungfrun jellegzetes madarai a fekete lumma, a pehelyréce, a parti pityer és az erdei pinty. Az utóbbi időben a rétisas fészkelését is megfigyelték a szigeten. Viszonylag gazdag a rovarvilág, annak is köszönhetően, hogy a természetvédelmi területen élő erdő természetes, őserdő jellegű, sok benne az elöregedett, korhadt fa. Az előző századfordulón szelíd nyulakat is telepítettek a szigetre vadászat céljából, ami károsan hatott a növényvilágra, azok azonban az 1939-1940-es kemény télen kipusztultak. 1956 óta viszont vadnyulak jelentek meg ott. A denevérek is jól érzik magukat a sziget barlangjaiban.
A sziget kövein csak vékony talajréteg alakult ki, az sem mindenütt. A déli oldalon alacsony, görbe növésű fákból álló erdő jött létre, a képviselt fafajok a kocsányos tölgy, berkenye, korai juhar, rezgő nyár, kőris. Természetesen ezen a szigeten is sokfelé előfordul a Svédországban közönséges nyírfa és fenyő.
A sziget flórája gazdag zuzmófélékben, ezeknek körülbelül 200 különböző faját találták itt meg. További jellegzetes növények a közönséges tiszafa, a Leymus arenarius, a fehér sarkvirág, közönséges borostyán, a Veronica spicata, a Galium palustre és a Linnaea borealis.

## Éghajlat
A sziget éghajlata, mikroklímája tengeri jellegű, viszonylag enyhe és a szárazföld esőárnyéka következtében meglehetősen száraz, a napos órák száma magas. Időnként a nyár kimondottan aszályos is lehet; 1969-ben emiatt sok fa és bokor kiszáradt.

## Boszorkány-legendák
A sziget a svéd boszorkány-mitológia egyik legfontosabb helyszíne. Ezek szerint nagycsütörtökön itt gyűlnek össze az északi országokból a boszorkányok, hogy aztán megünnepeljék a boszorkányszombatot, ahogy azt Olaus Magnus svéd katolikus érsek, diplomata és térképész 1555-ben az északi népek történetéről írott művében (Historia de gentibus septentrionalibus) is leírja. Olaus Magnus 1539-ben alkotott, Európa északi részét ábrázoló részletes térképére, a Carta Marinára is elhelyezte a szigetet.
A boszorkányokról szóló színes történeteknek rendkívül gazdag hagyománya van. Ezek szerint a boszorkányok varázserejüket kihasználva seprűnyélen, kecskén vagy akár embereken, hátrafelé lovagolva hihetetlenül gyorsan utaztak a levegőben. Varázsszereik alapanyaga többek között bolondító beléndek, nadragulya, közönséges mandragóra, foltos bürök és tündérrózsafélék voltak, ezekkel kenték be a seprűnyelet. A boszorkányszombat pogány rítusain, orgiáin pedig úgy tudtak részt venni, hogy közben látszólag el sem hagyták rendes tartózkodási helyüket. A tengerészek lehetőség szerint messze elkerülték a szigetet. A hagyomány szerint ha valaki tudatlanságában elhozott egy követ a szigetről, mindaddig szerencsétlenségek sújtották, amíg azt vissza nem vitte.
A boszorkányokkal kapcsolatos hiedelmek okozták részben a tragikus boszorkányüldözéseket, amiknek sok nő esett áldozatául a 17. században Kalmar környékén is, amint azt a kalmari vár múzeumának az egykori női börtönében megrendezett kiállítás is bemutatja.

## Látnivalók
A Blå Jungfrun a simára koptatott sziklái, az érdekes gleccsertálak, a fajokban gazdag erdő, a csúcsáról nyíló szép kilátás és a természetesen a boszorkány-legendák miatt kedvelt kirándulási célpont.
A sziget déli részén kövekből kirakott labirintus látható, kora egyelőre nincs meghatározva; Carl von Linné 1741-es látogatásakor már létezett. A sziget körül számos elsüllyedt hajóroncs rozsdásodik  a tengerben, egy részük a háborúban futott aknára. Egy 1769-ben elsüllyedt hajó rakományából még mindig hevernek a parton régészeti jelentőség nélküli apróságok.
Egy kőkorszaki lakóhelyet is találtak egy délre nyíló sziklahajlat tövében, közel a turistaúthoz. 2014 májusában a Kalmar Megyei Múzeum és a Linné Egyetem munkatársai régészeti kutatásokat végeztek a szigeten. Ekkor további kőkorszaki lakóhelyeket és kultúrrétegeket tártak fel az erdő területén és egy másik kiugró sziklafal tövében, amiket i. e. 7000 körülire datáltak. Kerámiatöredékeket is találtak, és a kultúrréteg vastagsága hosszan tartó emberi jelenlétre mutat. A sziklafal üregei előtt tűz és kultikus tevékenység nyomait is rögzítették.
Már a 19. század végén kezdtek túrákat szervezni a Blå Jungfrunra. A nemzeti park 1926-os megalapítása utáni húsz évben már évente mintegy 200-800 látogatót jegyeztek fel. Az ötvenes években a túrák egyre rendszeresebbekké váltak, és a 70-es, 80-as évekre már az évi 10 000 főt közelítette a látogatók száma.
A 2010-es években nyaranta Oskarshamnból és Byxelkrokból indulnak szervezett túrák a szigetre. Az átkelési idő 1 – 1,5 óra, a kirándulók 3,5 órát tölthetnek a szigeten. A hivatalos idegenvezetők nyáron a szigeten laknak. Helyben sem vizet, sem élelmiszert nem árulnak, ezeket a látogatóknak kell magukkal hozniuk. Az információs táblákon és a jelölt túraútvonalon kívül csak „száraz illemhelyek” állnak a látogatók rendelkezésére. A 3,3 km hosszú túraútvonal jelentős szintkülönbségeken halad át. A szigetet saját hajóval is fel lehet keresni, de a kikötési lehetőségek rosszak.

## A Blå Jungfrun a svéd kultúrában
A sziget a középkori népi mondák mellett a modern művészetekhez is kapcsolódik. Erik Johan Stagnelius 19. századi svéd író mesejátékot írt a szigetről. Verner von Heidenstam Nobel-díjas költő 1896-ban itt tartotta esküvőjét második feleségével. Az eseményen megjelent az akkori svéd kulturális elit számos tagja, így Gustaf Fröding, Albert Engström, Birger Mörner, J.A.G. Acke és Gustaf Ankarcrona.

## Fordítás
- Ez a szócikk részben vagy egészben a Blå Jungfrun című svéd Wikipédia-szócikk ezen változatának fordításán alapul.  Az eredeti cikk szerkesztőit annak laptörténete sorolja fel. Ez a jelzés csupán a megfogalmazás eredetét és a szerzői jogokat jelzi, nem szolgál a cikkben szereplő információk forrásmegjelöléseként.